# Motorsportjahr 1895
1894 | Motorsportjahr 1895 | 1896 | 1897 | 1898 | 1899 | ► | ►►

Weitere Sportereignisse

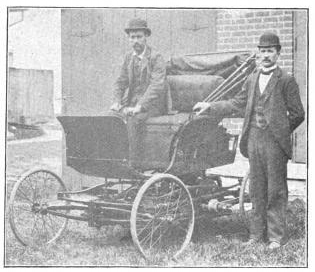
Die Apperson-Brüder mit der Haynes Motor Carriage, an der sie mitgebaut hatten. In Chicago, während der Anfahrt zum Rennen, verunfallte Elwood Haynes mit diesem Fahrzeug und konnte nicht am Chicago Times-Herald contest teilnehmen.

Nach dem Eklat um den vorenthaltenen Siegespreis für Albert de Dion nach dem Auto-Rennen Paris-Rouen 1894 begann dieser mit einem kleinen Team Gleichgesinnter, einen faireren und anspruchsvolleren Test zu organisieren. Daraus resultierte im Motorsportjahr 1895 die Wettfahrt Paris–Bordeaux–Paris. Ironischerweise wurde auch in diesem Rennen nicht den beiden schnellsten Fahrzeugen der Sieg zuerkannt.
Kurz zuvor hatte das erste Autorennen in Italien stattgefunden. Die Vereinigten Staaten folgten im November. Die Hauptveranstaltung musste unter so schlechten Wetterbedingungen durchgeführt werden, dass die Verantwortlichen die Strecke massiv verkürzten. Dennoch ging der Chicago Times-Herald Contest in die Automobilgeschichten ein – und als The Great Horse-less Carriage Race in die amerikanische Folklore.

## Rennkalender
|   | Datum      | Rennen                        | Sieger                              |
| - | ---------- | ----------------------------- | ----------------------------------- |
| 1 | 18.05.     | Turin–Asti–Turin              | Simone Federmann (Daimler)          |
| 2 | 11.–13.06. | Paris–Bordeaux–Paris          | Émile Levassor (Panhard & Levassor) |
| 3 | 02.11.     | Chicago Times-Herald Expo Run | Oscar Mueller (Mueller-Benz)        |
| 4 | 28.11.     | Chicago Times-Herald Contest  | James Frank Duryea (Duryea)         |

## Rennergebnisse

### Turin–Asti–Turin
| Platz | Fahrer               | Team                    | Zeit      |
| ----- | -------------------- | ----------------------- | --------- |
| 1     | Simone Federmann     | Daimler                 | 6:00:00 h |
| 2     | Gianbattista Ceirano | Hildebrand & Wolfmüller |           |
| 3     | Alois Wolfmüller     | Hildebrand & Wolfmüller |           |

Das erste Autorennen in Italien fand am 18. Mai 1895 mit dem Esperimento di corsa di veicoli automotori statt und war u. a. auch für Motorräder ausgeschrieben. Der Rundkurs Turin–Asti–Turin ging über eine Distanz von 93 km. Fünf Fahrzeuge standen am Start, drei kamen ins Ziel. Sieger wurde der Ingenieur Simone Federmann auf Daimler, der einen Schnitt von 15,5 km/h erzielte. Sein viersitziger „Omnibus“ war ein Vorläufer unserer Limousinen. Die Plätze zwei und drei wurden von deutschen Hildebrand-&-Wolfmüller-Motorrädern belegt. Zweiter wurde Gianbattista Ceirano, Dritter der Erfinder der Maschine selbst, Alois Wolfmüller aus Landsberg am Lech. Immerhin bis hinter Asti schafften es der sechssitzige Dampfwagen-Eigenbau (ein „Break“) des Franco Sclaverani und der Benz von Cleto Brena.

### Paris–Bordeaux–Paris
| Platz | Fahrer         | Team               | Zeit        |
| ----- | -------------- | ------------------ | ----------- |
| 1     | Émile Levassor | Panhard & Levassor | 48:48:00 h  |
| 2     | Louis Rigoulot | Peugeot            | +5:47:00 h  |
| 3     | Paul Koechlin  | Peugeot            | +11:00:00 h |

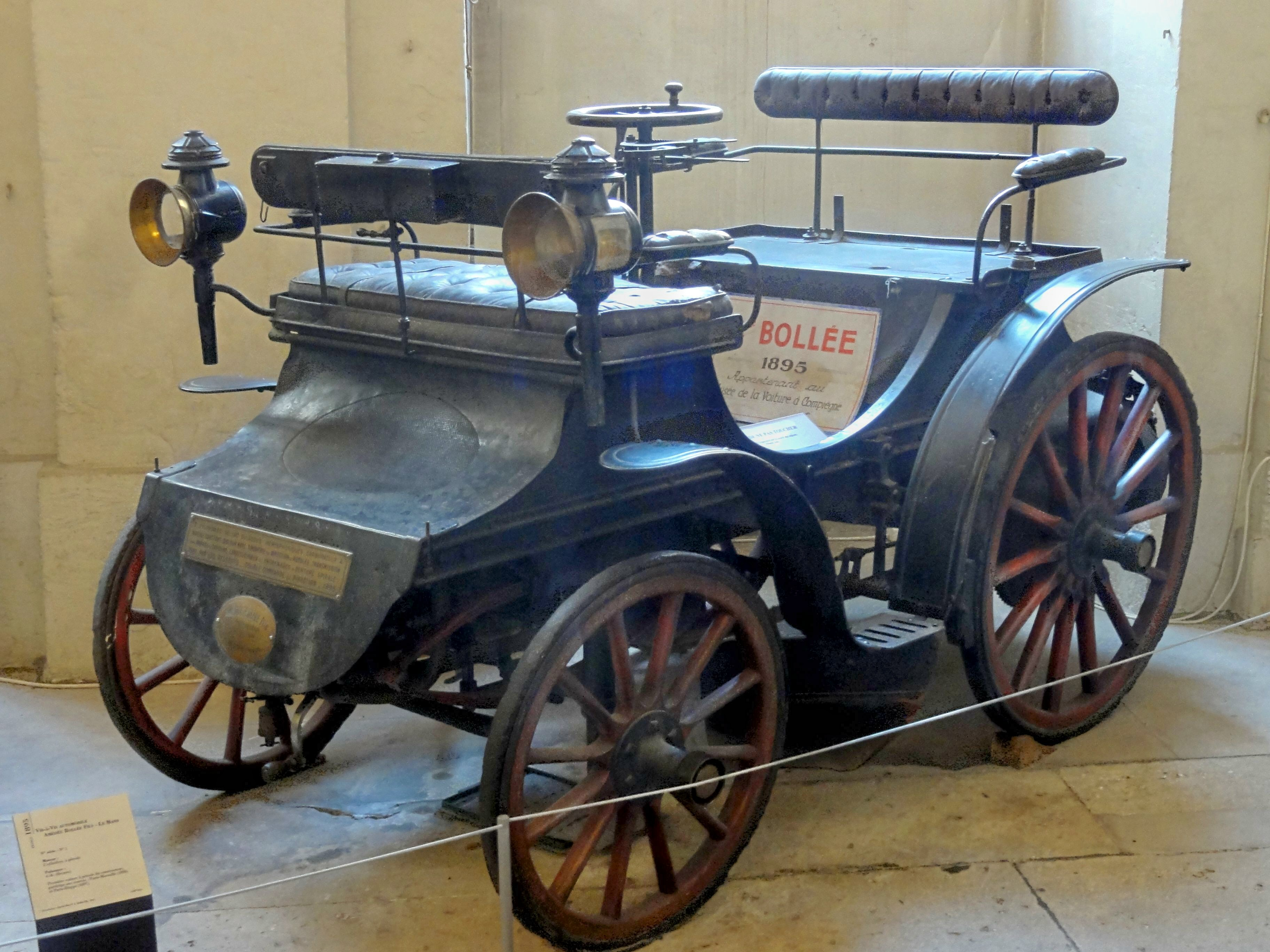
Amédée Bollée Vis-à-vis (1895)

Albert de Dion und andere gründeten ein Komitee, das die Vorbereitungen für das Rennen Paris–Bordeaux–Paris vom 11. Juni bis zum 13. Juni 1895 regeln sollte. Daraus entstand im Spätherbst der Automobile Club de France (ACF), der französische Automobilclub.
Um Chancengleichheit zu wahren, mussten die Fahrzeuge Platz für vier Passagiere bieten. Die Strecke für dieses Rennen führte von Paris über Versailles, Orléans, Tours, Poitiers und Angoulême nach Bordeaux und zurück.
22 Fahrzeuge starteten in Paris, darunter 15 benzingetriebene, 6 mit Dampfantrieb und eines mit Elektroantrieb. Die Strecke führte über 1178 km und Émile Levassor, der Schnellste, benötigte knapp 49 Stunden, was einer Durchschnittsgeschwindigkeit von rund 24 km/h entspricht. Allerdings hatten sowohl sein Panhard & Levassor wie auch der Peugeot des Zweiten, Louis Rigoulot, nur zwei Sitzplätze, weswegen der erste Preis an Paul Koechlin im schnellsten Viersitzer (Peugeot) ging. Moralischer Sieger, auch aus der Sicht des Publikums, war jedoch Levassor. Das Rennen brachte den Triumph der Benzinwagen gegenüber den dampfbetriebenen, da alle neun Fahrzeuge im Ziel vierrädrige Benziner waren; neben den siegreichen Marken Panhard und Peugeot waren dies Benz und Roger-Benz sowie eine Amédée-Bollée-Voiturette. Die ausgeschiedenen Dampfwagen kamen von führenden Herstellern wie Serpollet oder De Dion-Bouton (chauffiert vom Grafen Gaston de Chasseloup-Laubat), ferner zwei Gautier-Wehrlé und ein Rossel. Ebenfalls nicht ins Ziel kamen der Jeantaud-Elektrowagen, die teilnehmenden Motorräder der Marken Millet, Hildebrand & Wolfmüller (beide bis Angoulême) und Millet (mit Umlaufmotor im Hinterrad; bis Orléans) sowie der Peugeot von André Michelin, der ausgerechnet wegen Reifenproblemen aufgeben musste.
Dem Rennen wurde in den 1920er Jahren vom Automobile Club de France rückwirkend der Titel I Grand Prix de l’ACF verliehen.

### Chicago Times-Herald Expo Run
| Platz | Fahrer                          | Team            | Zeit      |
| ----- | ------------------------------- | --------------- | --------- |
| 1     | Oscar Mueller                   | Mueller-Benz    | 8:44:00 h |
| 2     | James Frank Duryea              | Duryea Buggyaut |           |
|       | keine weiteren Fahrer gestartet |                 |           |

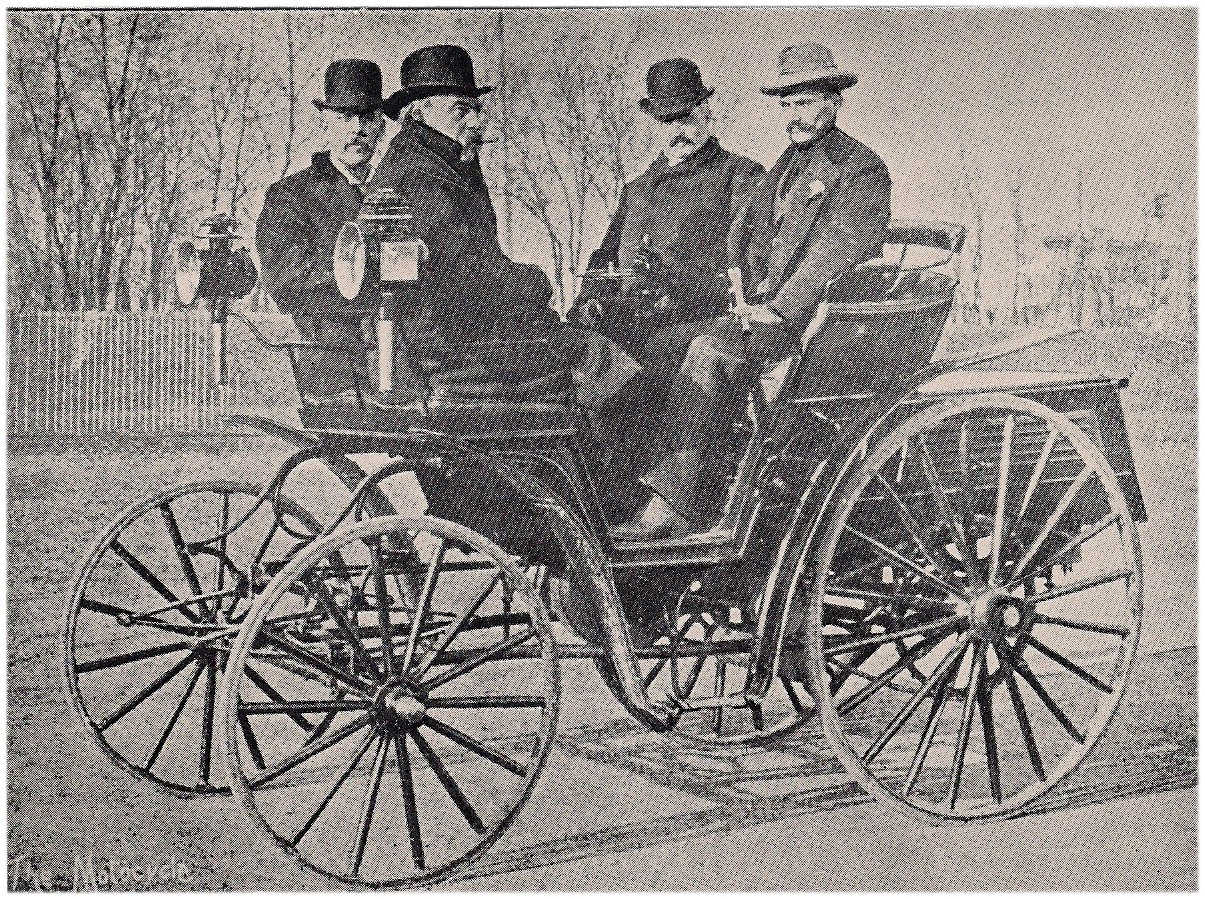
Mueller-Benz Vis-à-vis. Aufnahme vor dem Chicago Times-Herald contest; Oscar Mueller am Lenker (1895).

Der Chicago Times-Herald Expo Run wurde sehr kurzfristig angesetzt. Die Strecke führte über 151 km von Chicago nach Waukegan und zurück. Eigentlich sollte dies der Chicago Times-Herald Contest werden, der ursprünglich auf dieses Datum angesetzt war. Das Interesse war riesig und es gingen fast 100 Anmeldungen ein, darunter praktisch alle Konstrukteure und Erfinder, die sich in den Vereinigten Staaten mit Automobilen beschäftigt hatten. Gemeldet waren auch M. H. Daley, John Chester De La Vergne, die späteren Sieger J. Frank und Charles Duryea, John W. Hall, Elwood Haynes (der auf dem Weg zum Startplatz verunfallte), Max Hertel, die Elektroauto-Pioniere Henry G. Morris und Pedro G. Salom mit Electrobat II, Charles Brady King und Clark Sintz. Die ausschreibende Zeitung hatte aber eine viel zu kurze Anmeldefrist gesetzt. Es kam zu zahlreichen Absagen, weil viele Teilnehmer signalisierten, dass sie ihre Fahrzeuge nicht rechtzeitig fertigstellen könnten. Daher wurde der Anlass sehr kurzfristig auf den 28. November verschoben. Um dem Publikum dennoch etwas zu bieten und das Interesse am Hauptrennen zu erhalten, wurde am 2. November stattdessen auf der vorgesehenen Route der Expo Run durchgeführt. Für die Teilnehmer am eigentlichen Contest war der Expo Run jedoch nicht attraktiv, da ein erhebliches Unfallrisiko bestand oder das Fahrzeug mit einem nicht rechtzeitig reparablen Defekt am Herald-contest ausfallen könnte. Daher ist nachvollziehbar, dass die Fahrer ihr Material schonten. Mehrere der für den Contest gemeldeten Rennwagen wurden lediglich ausgestellt und nur zwei Teilnehmer traten schließlich tatsächlich zur „Wettfahrt“ an. J. Frank Duryea schied aus. Noch vor Waukegan landete sein Buggyaut im Straßengraben, als ein Pferdefuhrwerk beim Überholen ausscherte. Das Fahrzeug musste zur Reparatur nach Hause geschickt werden. Davor hatte sich gezeigt, dass es deutlich schneller war als der Mueller-Benz. Als Folge des Unfalls kam jedoch Oscar Mueller als einziger ins Ziel.

### Chicago Times-Herald Contest
| Platz | Fahrer                                                                            | Team            | Zeit       |
| ----- | --------------------------------------------------------------------------------- | --------------- | ---------- |
| 1     | James Frank Duryea                                                                | Duryea Buggyaut | 8:23:00 h  |
| 2     | Oscar Mueller                                                                     | Mueller-Benz    | +30,00 min |
|       | 79 Meldungen 8 Fahrzeuge am Start 1 Fahrzeug mit ca. 70 Min. Verspätung gestartet |                 |            |

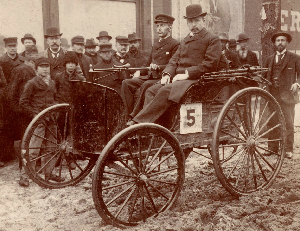
Vor dem Start: Nr. 5, Duryea Buggyaut mit J. Frank Duryea am Lenker. Der Beifahrer ist Schiedsrichter Arthur Wright.

Die eigentliche Geschichte des Motorsports in den USA beginnt an Thanksgiving des Jahres 1895. An diesem 28. November mit dem Chicago Times-Herald Contest fand eine Veranstaltung statt, die gelegentlich auch als das erste Autorennen in den Vereinigten Staaten bezeichnet worden ist, obwohl das genau genommen nicht zutrifft. Sie war jedoch die erste ihrer Art, die in den USA ein breites öffentliches Interesse zu wecken vermochte und so einen entscheidenden Anstoß zur Motorisierung im Land bot. Die teilnehmenden Fahrzeuge mussten mindestens drei Räder und Platz für zwei Personen haben, da ein Schiedsrichter in jedem Auto mitfuhr. Zu diesen gehörten Persönlichkeiten wie Hiram Percy Maxim oder Charles Brady King; sie wurden den jeweiligen Fahrzeugen per Losentscheid zugeteilt. King war einer der Konstrukteure, die ihre Anmeldung zurückziehen mussten, weil das Auto nicht startbereit war. Nach Absagen und Disqualifikationen blieben 79 Anmeldungen übrig. Vor dem Rennen hatte es drei Tage lang heftig geschneit. Kurzfristig wurde daher entschieden, das Rennen in verkürzter Form zu starten; statt bis Waukegan führte die Strecke nun nur noch von Chicago nach Evanston, Illinois und zurück. Die Entscheidung, das Rennen überhaupt unter so ungünstigen Bedingungen durchzuführen, führte dazu, dass sich weitere Gemeldete zurückzogen. Es blieben – vorerst – 31 übrig. Nur acht erschienen tatsächlich; drei blieben schon beim Start liegen. Einer der Favoriten, Oscar Mueller, ging das Rennen nach hektischen Reparaturen mit über einer Stunde Verspätung an. Viele Fahrer zogen es vor, ohne Abmeldung fernzubleiben, so auch Edward Joel Pennington, der sich zu dieser Zeit bereits nach Großbritannien eingeschifft hatte und so unter Beweis stellte, dass er nie ernsthaft teilnehmen wollte. Im Feld der Startenden waren zwei Electrics; drei der Benziner waren Benz-Konstruktionen, die von ihren Besitzern an die schlechten Straßen in den USA angepasst worden waren. Besonderes Pech hatte Elwood Haynes, ein weiterer Favorit: Er verunfallte in Chicago noch während der Anfahrt zur Veranstaltung. Auch während des Rennens herrschten Schneefall und eisige Kälte. Nur zwei der sechs Starter erreichten das Ziel. Als erster fiel John Chester mit dem De la Vergne-Benz aus. Oscar Mueller brach eine Stunde vor dem Ziel vor Kälte und Erschöpfung zusammen; sein Schiedsrichter lenkte das Auto über die Ziellinie.
Auf der 80 km langen Strecke erreichte der Sieger einen Schnitt von rund 10 km/h.

## Sonstiges
- 12. November: Albert de Dion und andere Automobilenthusiasten gründen den Automobile Club de France.